# Tanjung Ara (Madat)
Tanjung Ara is een bestuurslaag in het regentschap Aceh Timur van de provincie Atjeh, Indonesië. Tanjung Ara telt 507 inwoners (volkstelling 2010).